# Societatea geologică a româniei
Societatea Geologică a României este prin statut o organizație neguvernamentală și non-profit, care are o tradiție octogenară fiind întemeiată de Ludovic Mrazec în 1930, și care este:
- instituție deschisă spre societatea civilă – pe care să o informeze despre viața Planetei;
- societate profesională care să țină legătura cu alte societăți de profil din țara și străinătate și care să fie prezentă la reuniunile științifice naționale și internaționale, prin membrii săi;
- o asociație activă în care geologii și studenții din aria geologiei să poată dezbate cu regularitate problemele de care se ocupă și în care doresc să urmeze o carieră;
- un „club” pentru elevi și studenți în care să poată găsi informații despre locuri de muncă și orientări profesionale;
- o fereastră spre locuri geologice din alte continente;
- un spațiu în care să se găsească motivați sau să redescopere lumea campaniilor de teren.